# Furacão Iniki
O furacão Iniki (Iniki é um nome havaiano para ventos fortes e penetrantes) foi o furacão mais intenso a atingir o estado estadunidense do Havaí em toda a história registrada. Formando-se durante o forte El Niño de 1991-1994, Iniki foi um de onze ciclones tropicais durante a temporada de 1992. O olho de Iniki passou diretamente sobre a Ilha de Kauai em 11 de Setembro como um furacão de categoria 4 na escala de furacões de Saffir-Simpson. Iniki foi o primeiro furacão a atingir diretamente o arquipélago desde o furacão Iwa na temporada de 1982 e o primeiro "furacão maior" desde o furacão Dot, em 1959.
Iniki causou cerca de $1,8 bilhões de dólares em prejuízos e seis fatalidades diretas. Naquele momento, Iniki estava entre os furacões estadunidenses que causaram mais prejuízos na história e continua como um dos furacões que causaram mais prejuízos no Pacífico nordeste. A tempestade atingiu apenas algumas semanas depois do furacão Andrew - o furacão que provocou mais prejuízos nos Estados Unidos naquele momento - que atingiu o estado estadunidense da Flórida.
Por causa dos avisos bem elaborados, Iniki causou apenas seis mortes. Os danos foram maiores em Kauai, onde o furacão destruiu mais de 1,4 mil casas e danificou severamente outras 5 mil. Embora não estivesse diretamente na trajetória do furacão, a Ilha de Oahu ainda experimentou danos moderados da maré ciclônica do furacão.